# John B. Kelly senior
John Brendan Kelly senior (* 4. Oktober 1889 in Philadelphia; † 20. Juni 1960 ebenda; auch Jack Kelly genannt) war ein US-amerikanischer Ruderer und Unternehmer. Mit drei Siegen bei Olympischen Spielen gehört er zu den erfolgreichsten Ruderern in der ersten Hälfte des 20. Jahrhunderts. Er war der Vater der Schauspielerin Grace Kelly (spätere Fürstin von Monaco) und Großvater von Fürst Albert von Monaco. Sein Sohn John B. Kelly junior war ebenfalls als Ruderer erfolgreich.

## Biografie
Das zweitjüngste von zehn Kindern einer Einwandererfamilie aus Irland begann im Alter von 18 Jahren, auf dem Schuylkill River zu rudern. Er ging zunächst für die Vereine Chamonix Boat Club und Montrose Boat Club an den Start, wechselte aber 1909 zum Vesper Boat Club, dem damals führenden Ruderverein des Landes. Bis zu seinem Rücktritt 25 Jahre später blieb er im Einer bei jedem der 126 Rennen, zu denen er antrat, unbesiegt.
Ab 1916 diente Kelly während des Ersten Weltkriegs in der United States Army und wurde zum Leutnant befördert. Er gewann zwölf Schwergewichts-Boxkämpfe in der Armeemeisterschaft, bis ihn eine Verletzung am Knöchel stoppte. Nach der Entlassung aus dem Militärdienst im Jahr 1918 gründete der gelernte Maurer ein Bauunternehmen und nahm das Rudern wieder auf.
1920 wollte Kelly an der berühmten Henley Royal Regatta auf der Themse teilnehmen, doch die Stewards der Regatta verweigerten ihm die Startberechtigung. Mitglieder des Vesper Boat Club waren seit 1906 wegen eines Verstoßes gegen das 1876 speziell für diese Regatta eingeführte Amateurstatut im Vorjahr generell ausgeschlossen und außerdem war Kelly als gelernter Maurer nach dem gleichen Regelwerk auch persönlich disqualifiziert. Der Ausschluss verursachte einen Medienrummel und Kelly wurde dadurch endgültig zum weltweit bekanntesten Ruderer. Von der erhöhten Aufmerksamkeit profitierte auch sein Unternehmen, mit dem er bald zum Millionär wurde.
Wenige Wochen später trat Kelly bei den Olympischen Sommerspielen 1920 in Antwerpen an. Er setzte sich im Einer gegen den englischen Gewinner der Henley Royal Regatta Jack Beresford in einem legendär spannenden Rennen durch und gewann die Goldmedaille. Nur eine halbe Stunde später feierte er zusammen mit seinem Cousin Paul Costello im Doppelzweier den zweiten Sieg. Nach ihm schaffte es kein einziger Ruderer, sowohl im Einer als auch in einem Zweier Olympiasieger bei denselben Olympischen Spielen zu werden. In den darauf folgenden Jahren setzte Kelly seine Siegesserie fort. Bei den Olympischen Sommerspielen 1924 in Paris verzichtete er zwar auf einen Start im Einer, wiederholte aber mit Costello seinen Sieg im Doppelzweier.
Kelly beendete daraufhin seine sportliche Karriere und heiratete Margaret Katherine Majer, ein ehemaliges Mannequin, das an der University of Pennsylvania als Sportlehrerin arbeitete. Das Paar hatte vier Kinder, wobei Tochter Grace und Sohn John jr. ebenfalls Status als Prominente erlangten. Zwei von Kellys Brüdern waren ebenfalls bekannte Persönlichkeiten: Schriftsteller George Edward Kelly gewann den Pulitzer-Preis und Walter Kelly war Theater- und Filmschauspieler.

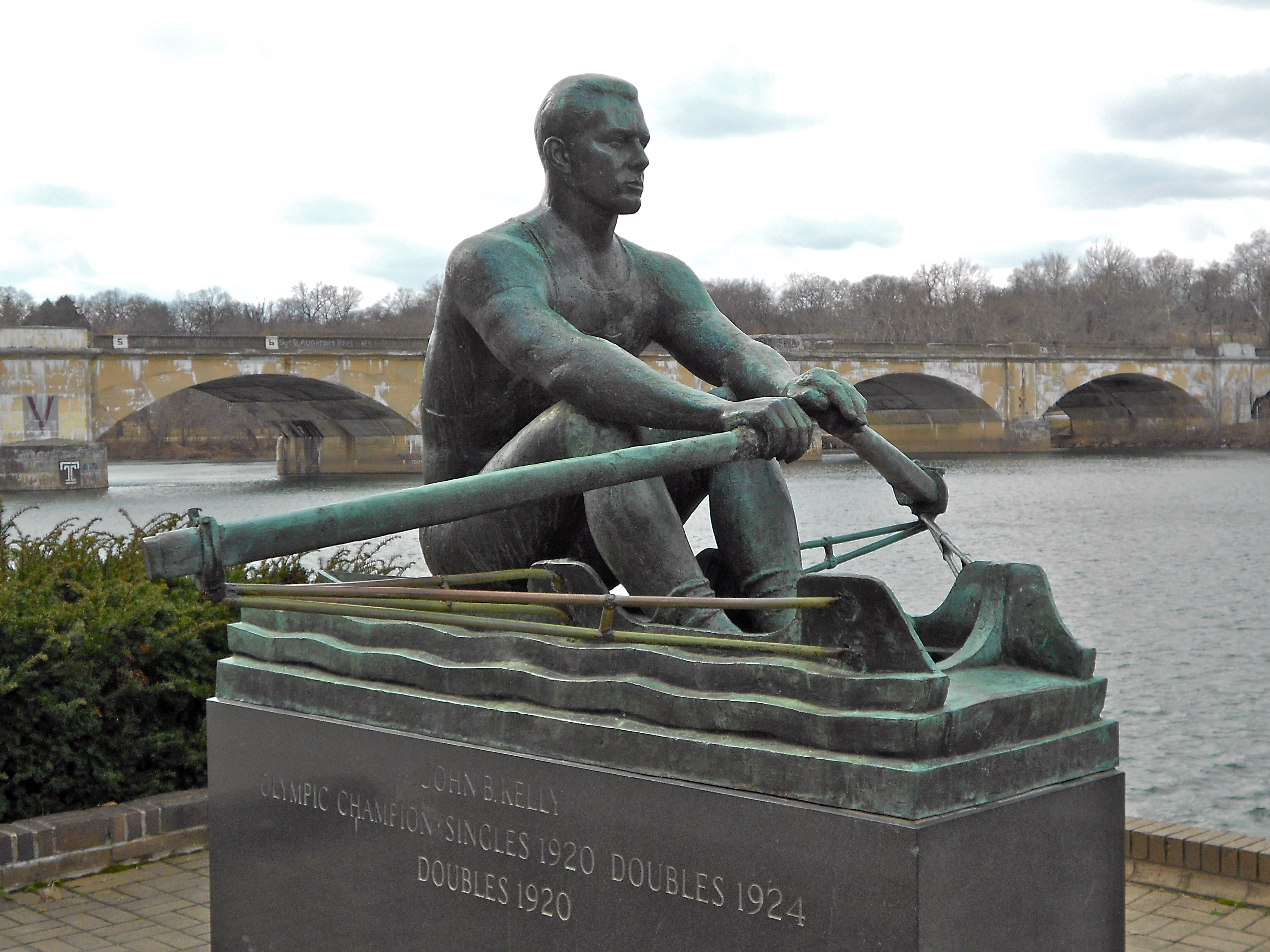
John B. Kelly als Bronzeskulptur im Fairmount Park, Philadelphia

Bond der Atlantic City Racing Association vom 1. April 1944, signiert von John B. Kelly als Präsident

Kelly war auf städtischer Ebene politisch aktiv. Er war Vorsitzender der Ortsektion der Demokraten und unterlag 1935 bei der Bürgermeisterwahl nur knapp. Später war er Präsident der für den Fairmount Park zuständigen Kommission. 1941 ernannte ihn Präsident Franklin D. Roosevelt zum Direktor für nationale Fitness; dieses Amt übte er bis Ende des Zweiten Weltkriegs aus. 1954 und 1955 war er Vorsitzender des nationalen Ruderverbandes.